# Schlacht von Vouillé
Die Schlacht von Vouillé oder Campus Vocladeus bei Poitiers, Frankreich fand im Spätsommer 507 zwischen den Franken unter Chlodwig I. und den Westgoten unter Alarich II. statt. Ob es sich bei dem Ort der Schlacht wirklich um das heutige Vouillé (zirka 15 km nordwestlich von Poitiers) oder (nach moderneren Thesen wahrscheinlicher) um das heutige Voulon (zirka 30 km südlich von Poitiers) handelt, ist in der Forschung umstritten. Statt der heutigen Namensform Vouillé wird bisweilen auch die mittelalterliche Namensform Vouglé gebraucht.

## Vorgeschichte
Nach dem Sieg der merowingischen Franken über die Alamannen im Jahr 506 in einer Schlacht wohl in der Nähe von Straßburg, die der politischen Autonomie dieses Stammverbandes endgültig ein Ende setzte, nahm man allgemein an, dass die Franken ihrem Expansionsdrang weiter im Osten, vor allem in Rätien (Raetia prima in Chur, das zum Reich der Ostgoten gehörte, und Raetia secunda in Augsburg, das offenbar mit diesem durch Verträge verbunden war) nachgehen würden.
Der Ostgotenkönig Theoderich der Große traf die nötigen Vorsichtsmaßnahmen und brachte sein Heer an Hochrhein und Iller in Stellung, aber Chlodwig beabsichtigte offenbar gar nicht, in dieser Richtung tätig zu werden; seine Interessen lagen im Süden, südlich der Loire, die zu dieser Zeit die Grenze zwischen dem Frankenreich und dem Westgotenreich bildete.
Als Theoderich dies bemerkte, versuchte er, den sich anbahnenden Krieg durch Gesandtschaften in verschiedene Richtungen (Burgunden, Thüringer, Heruler und Warnen) abzuwenden. Er schien dabei jedoch in Unkenntnis darüber zu sein, dass Chlodwig bereits vor der Unterwerfung der Alemannen Abmachungen mit den Burgunden einerseits und Theoderichs mächtigstem Feind, dem oströmischen Kaiser Anastasios I., andererseits getroffen hatte; dieser verwickelte Theoderich an der ostgotischen Ostgrenze um Belgrad in Kämpfe, sodass er dem westgotischen König Alarich II. nicht mehr rechtzeitig zu Hilfe kommen konnte.
507 erklärte Chlodwig den Westgoten den Krieg. Obwohl er vorgab, einen religiös motivierten Feldzug gegen den Arianismus zu führen, stieß er bei den gallorömischen Einwohnern Aquitaniens nicht auf die erhofften Sympathien.

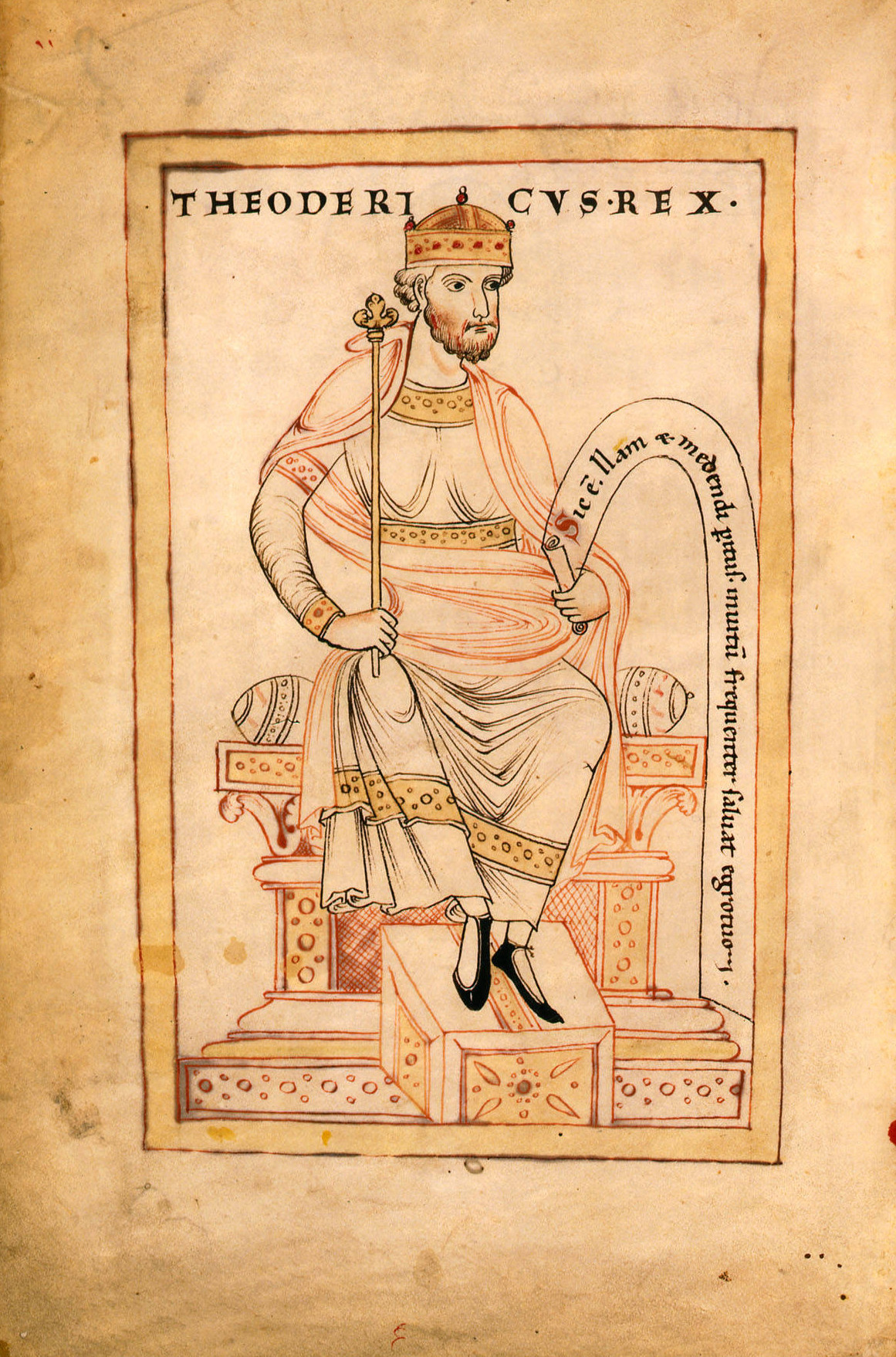
Theoderich der Große
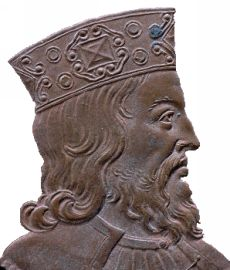
Chlodwig, fiktives Porträt auf einer Medaille (17. Jahrhundert)
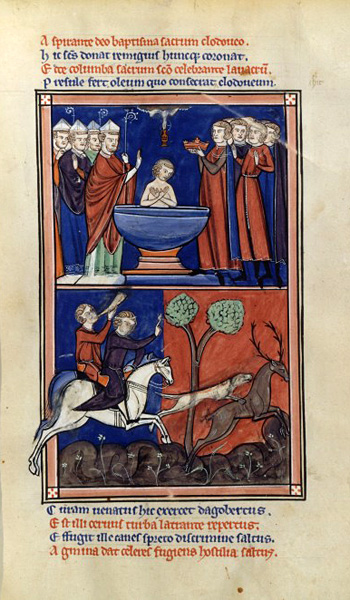
Taufe Chlodwig I.

## Das Schlachtfeld von Voulon

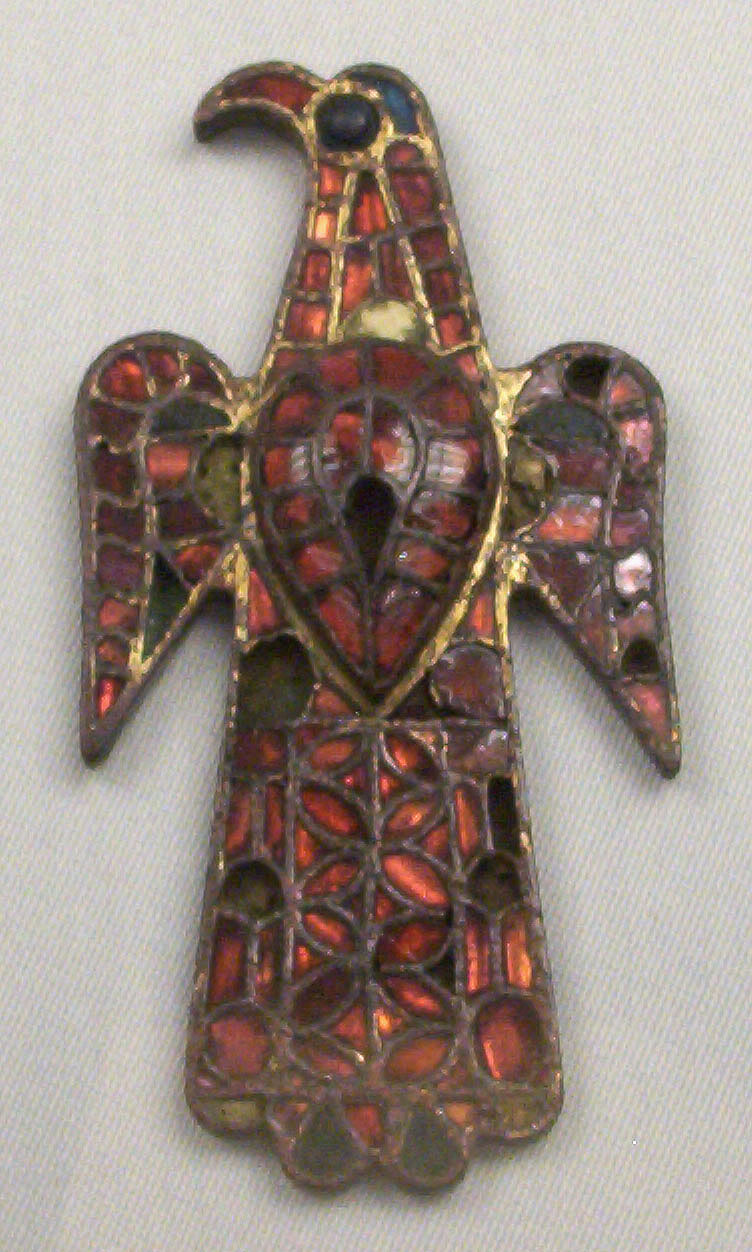
Wisigotische Adlerfibel 6. Jahrhundert

Über ein Schlachtfeld von Vouillé geben die Quellen keine Auskunft.
Das Schlachtfeld der großen Schlacht von Voulon im Jahr 507 wird nach den Quellen eingefasst von einem gleichseitigen Dreieck, mit einem Umfang von etwa 3 × 18 km = 54 km und einer Fläche von circa 140 km². Auf seiner südwestlichen Ecke liegen die Ortschaften Voulon und Aché, auf seiner nordwestlichen Ecke Vivône (heute Vivonne) und auf seiner östlichen Ecke der Ort Gençay. Die westliche Seite des Dreiecks, zwischen Voulon und Vivôn(n)e, wird durch den in Süd-Nord-Richtung verlaufenden Fluss Clain markiert, die nordöstliche Seite des Dreiecks, von Gencay bis Vivôn(n)e, durch den Fluss Clouère, und die südöstliche Seite, von Voulon nach Gençay, durch die heutige Landstraße. Südlich dieser Straße befand sich das Lager Sycharet, in den großen Ebenen von Champagné-Saint-Hilaire, in denen vermutlich die Schlacht endete. Etwa in der Mitte der Orte Voulon und Vivon(n)e, etwa 2,5 km vom Fluss Clain entfernt, befindet sich der Ort La Mothe (heute Motte)-de-Ganne.
Die Orte Mesgon (heute Château-Larcher), Vivone (heute Vivonne), Gençay, Anché und La Mothe (heute Motte)-de-Ganne waren damals ebenso die Kulisse der großen Schlacht von 507, wie das Dorf Voulon.

## Der Schlachtverlauf

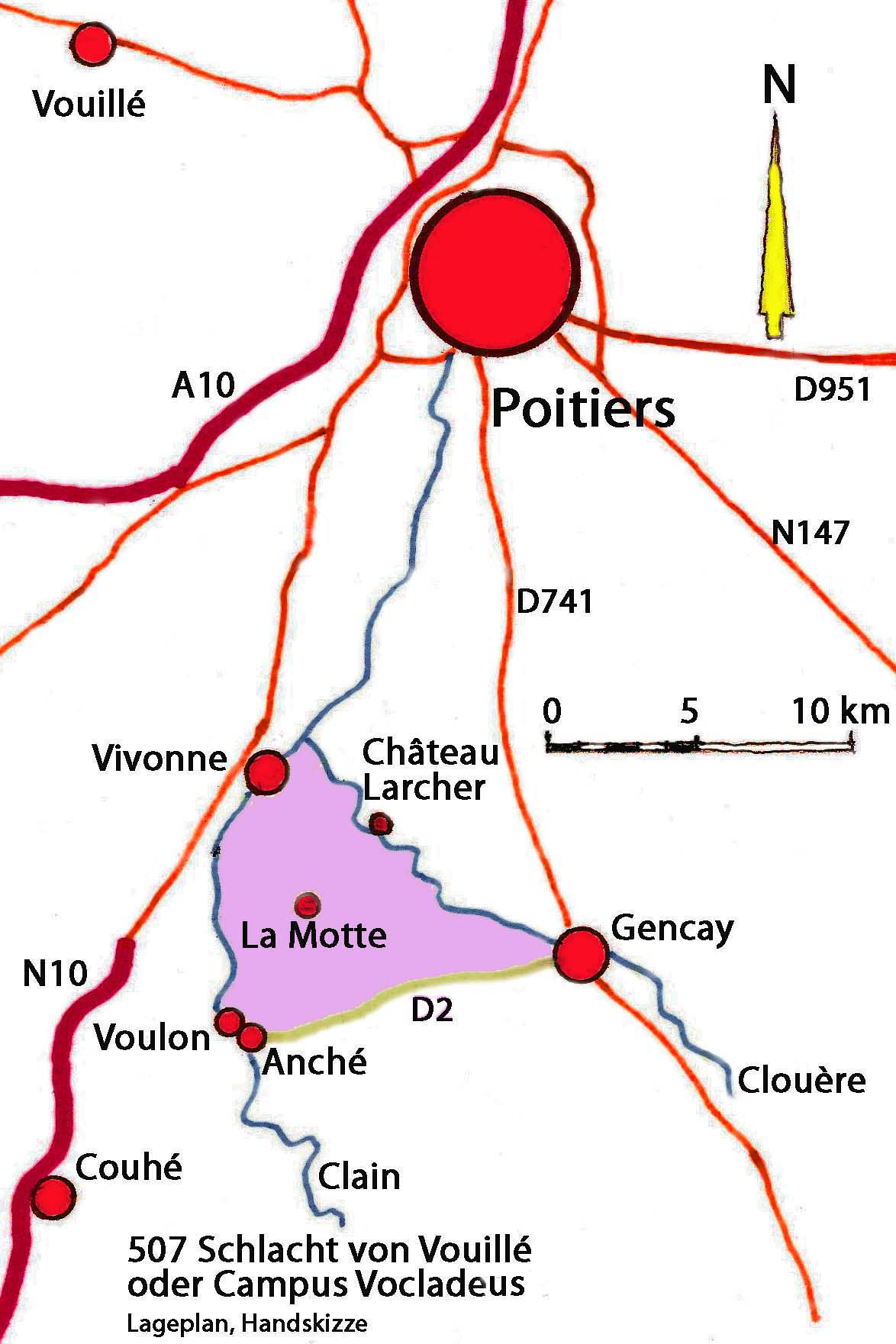
Schlacht von Voulon, Lageplan

Wie neun Jahre zuvor stießen die Franken von Tours aus auf Bordeaux vor. Möglicherweise 17 Kilometer nordwestlich von Poitiers, bei Vouillé, oder wahrscheinlicher bei Voulon, circa 25 km südlich von Poitiers, traf man auf die Westgoten, deren Adel den König zum Kampf gedrängt hatte, und errang einen vollständigen Sieg. König Alarich II. fiel vermutlich durch die Hand Chlodwigs, und seine Armee zog sich nach Süden zurück.
Im Tal der Vienne auf der Höhe von Civaux hat sich eine Legende überliefert, die sich um das Ende der Schlacht abspielte.
Chlodwig hatte mit seinem merowingischen Heer nach einer langen Reise versucht, etwa in Höhe von Civaux einen Übergang durch das Hochwasser der Vienne zu finden. Auf wundersame Weise zeigte ein Reh (frz. la Biche) ihm die Stelle einer Furt. Seine Armee konnte dann den Fluss überqueren und die Schlacht (vermutlich die oben beschriebene) siegreich beenden. Unter den Hufen des königlichen Pferdes entsprang eine Quelle, man konnte die Soldaten versorgen und die Pferde tränken. Die Überlebenden wurden in Civaux getauft. Eine große Anzahl vorhandener Sarkophage bot die Gelegenheit, die in der Schlacht Gefallenen zu begraben.
Drei Flurnamen erinnern heute noch an diese Ereignisse: „Le gué de la Biche“ (Die Furt des Rehs), „La Font Chrétien“ (Die Quelle der Christen) und „La Chaise-du-Roi“ (Der Stuhl des Königs).

## Fortsetzung der Geschichte
Bordeaux musste von den Westgoten aufgegeben werden. Dort verbrachte Chlodwig den kommenden Winter und schickte von dort aus seinen Sohn Theuderich I. im folgenden Frühjahr los, um die Auvergne zu erobern, während er selbst sich mit den Burgunden vereinigte, die nach der Schlacht von Vouillé (Voulon) in den Krieg eingetreten waren, um die westgotische Hauptstadt Toulouse zu erobern. Die gallische Mittelmeerküste bis in die Provence blieb jedoch westgotisch, das Westgotenreich allerdings kam unter die vorübergehende Herrschaft der Ostgoten, die unter Theoderich den Westgoten zur Hilfe kamen.
Verlierer der Schlacht waren die Westgoten, die sich danach nach Spanien zurückzogen, wo sie aber noch 200 Jahre herrschten, bis sie von Süden von den Arabern überrannt wurden; Sieger waren die Franken, und auch die Ostgoten profitierten zunächst, wenngleich sich die Westgoten nach dem Tod Theoderichs (526) wieder von ihnen lösten. Die mit den Franken verbündeten Burgunden, die zusammen mit Chlodwig Toulouse erobert hatten, deren Vorstoß in die westgotischen Besitzungen an der gallischen Mittelmeerküste jedoch gestoppt worden war, konnten am Ende froh sein, den Krieg unversehrt überstanden zu haben – wenngleich sie bald nach der Niederlage gegen die Franken, in der Schlacht von Autun im Jahr 532 im Frankenreich aufgingen.